# 细纹玉螺
细纹玉螺（学名：Natica lineata），是异足目玉螺科玉螺属的一种。主要分布于新加坡、马来西亚、印度尼西亚、中国大陆、台湾，常栖息在浅海底、低潮线下。
其种加词“lineata”意为“线条状的”。